# 彭德鎮區 (內布拉斯加州瑟斯頓縣)
彭德鎮區（英語：Pender Township）是位於美國內布拉斯加州瑟斯頓縣的一個行政鎮區。

## 地方資料
彭德鎮區的面積為78.11平方千米，當中陸地面積為78.07平方千米，而水域面積為0.04平方千米。根據2020年美國人口普查的數據，當地共有人口1242人，而人口密度為每平方千米15.9人。